# でんきくらげ (映画)
『でんきくらげ』は、1970年（昭和45年）公開の日本映画。
増村保造監督のエロティックな映画で、渥美マリが主演した「軟体動物シリーズ」の第3作にあたる。自分の肉体を武器に男を利用しながら成り上がっていく逞しい女性の物語である。

## ストーリー
由美（渥美マリ）は洋裁学校に通う19歳の美しい女性。由美の母親・トミ（根岸明美）は、場末のバーに勤めながら女手一つで由美を育てていた。ある日、トミが留守の間にトミの情夫・吉村（玉川良一）が由美を犯してしまう。それに激昂したトミは吉村を包丁で刺し殺し、刑務所に入れられる。
生活に困った由美はトミに黙って、トミが働いていたバーで働くようになる。バーで働きはじめた由美はバーの客にプロポーズされるが、由美の母親が殺人を犯して刑務所に入っていると知ると離れていってしまう。刑務所に面会に来た由美が急に綺麗になったのを見てトミは驚く。由美はお金のためにバーで働いていることをトミに告白する。そんなとき地回りのやくざ・風間（木村元）が由美を自分の情婦にしようとしつこく詰め寄り、由美を自分のスナックに連れ込む。由美は母親の生き方を見て、男のヒモになることはどうしてもできなかった。由美は風間の隙を見て警察に通報し、風間は逮捕される。
3日後、警察から釈放された風間と風間の舎弟の石川（平泉征）が由美のいるバーに暴れ込んでくる。その様子を見ていた客の野沢（川津祐介）がその場を納める。野沢はバーのマダムに「このままでは風間が毎日嫌がらせに来るだろうから、由美を自分の店に引き取らせてほしい」と提案する。野沢は銀座の高級クラブのマネージャー兼スカウトだったのだ。こうして由美は銀座のクラブで働くようになる。由美は助けてもらった野沢に恋心を抱くのだが「商売物には手を出さない」と野沢は由美に対してつれない態度を取る。
銀座のクラブに移った由美は水を得た魚のようにめきめきと頭角を現していった。ある日、客の高崎（永井智雄）が由美を抱かせて欲しいと要求してくる。高崎は月に100万円もの金を使ってくれるクラブの上得意客だ。由美は「自分を安売りはしたくない」と高崎にポーカーの勝負を持ちかけ「勝ったら抱いてもよいが、負けたら3万円払ってほしい」と提案する。面白がった高崎から由美は、一晩に15万円もの金を巻き上げる。高崎も6度目のポーカーに勝ち、苦労してベッドを共にした由美に大満足だった。
由美が自分を賭けてポーカーで勝負をすることはクラブの他の客にも伝わり、由美を指名するお客が増えていった。これに対して他のホステスたちは面白く思うはずもなく、由美に対して露骨に嫌みを言うようになる。クラブのママ（真山知子）も店の中ではポーカーをしないよう由美に言いつける。
店でのポーカーを禁じられた由美は、店の外のホテルや旅館でポーカーをするようになる。ある日、野沢が立ち会って由美が客とポーカーをしていると、突然警察が踏み込んできて逮捕されてしまう。店の誰かが警察に密告したのだ。野沢は元弁護士としての機転でその場を上手く切り抜け、由美をクラブのオーナー社長・加田（西村晃）の所に連れて行く。加田は由美にポーカーを止めるように諭すが、由美は「お金が必要だから」と拒否する。それならと加田は「月100万円で自分の妾にならないか」と誘う。由美は野沢と相談して決めると言う。野沢が好きな由美は妾になることを止めて欲しかったのだが、野沢は「自分はクラブのママを愛している」と言い、加田の妾になることを勧める。こうして由美は加田社長の妾となって生活を共にするようになる。
妾になった由美を加田は溺愛する。由美はこれまで何千人もの女を知っている加田をも夢中にさせる不思議な魅力を持っていたのだ。由美も加田に心から尽くしていた。
ところが加田は風呂に入っている最中に心臓麻痺で死んでしまう。このままでは加田の遺産はハイエナのような親族に全て取られてしまう。そこで野沢は一計を案じる、もしも由美が加田の子供を妊娠していれば遺産は全てその子供のものになる。そこで、由美を妊娠させてその子を加田の子供として遺産を相続させようと言うのだ。由美は野沢を受け入れ、ついに一夜を共にする。野沢も自分が本当に愛しているのは由美であることに気付く。
数日後、集まった加田の親類の前で野沢は由美が加田の子供を妊娠していること、この子こそ加田の遺産を相続する権利があることを宣言する。こうして由美は莫大な遺産を手に入れる。
その後、由美はひとりで病院へ行き、お腹の子供を堕ろしてしまう。困惑する野沢を尻目に母親の元へ帰っていくのだった。

## スタッフ
- 監督：増村保造
- 企画：関幸輔
- 原作：遠山雅之[1]
- 脚本：石松愛弘、増村保造
- 撮影：小林節雄
- 録音：須田武雄
- 照明：渡辺長治
- 美術：矢野友久
- 音楽：林光
- 編集：中静達治
- 助監督：石井岩太郎
- 製作主任：真鍋義彦
- 製作：大映東京撮影所

## キャスト
- 由美 … 渥美マリ （主人公）
- 野沢 … 川津祐介 （銀座のクラブのマネージャー兼スカウト、元弁護士）
- 加田 … 西村晃 （銀座のクラブのオーナー社長）
- トミ … 根岸明美 （由美の母親、バーのホステス）
- 吉村 … 玉川良一 （トミの情夫、保険の外交員）
- マダム … 中原早苗 （バー「タッチ」のママ）
- 田島 … 青山良彦 (由美にプロポーズする会社員）
- 風間 … 木村元 （やくざ）
- 石川 … 平泉征 （風間の舎弟）
- 衣子 … 真山知子 （銀座クラブ「桐」のママ）
- 高崎 … 永井智雄 （クラブの上客）
- 山川 … 早川雄三 （クラブの客）

## 軟体動物シリーズ
渥美マリ主演「軟体動物シリーズ」
1. いそぎんちゃく （弓削太郎監督・1969年8月30日・大映）
2. 続・いそぎんちゃく （臼坂礼次郎監督・1970年2月7日・大映）
3. でんきくらげ （増村保造監督・1970年5月1日・大映）
4. 夜のいそぎんちゃく （弓削太郎・1970年7月1日・ダイニチ映配）
5. でんきくらげ・可愛い悪魔 （臼坂礼次郎・1970年8月23日・ダイニチ映配）
6. しびれくらげ （増村保造・1970年10月3日・ダイニチ映配）